# Malantun
Malantun (kinesiska: 马兰屯镇, 马兰屯) är en köping i Kina. Den ligger i provinsen Shandong, i den östra delen av landet, omkring 230 kilometer söder om provinshuvudstaden Jinan. Antalet invånare är 59500. Befolkningen består av 28 397 kvinnor och 31 103 män. Barn under 15 år utgör 17,0 %, vuxna 15-64 år 72 %, och äldre över 65 år 9,0 %.
Genomsnittlig årsnederbörd är 925 millimeter. Den regnigaste månaden är juli, med i genomsnitt 251 mm nederbörd, och den torraste är januari, med 9 mm nederbörd.